# Elizabeth Esty
Elizabeth Henderson Esty, född 25 augusti 1959 i Oak Park i Illinois, är en amerikansk demokratisk politiker. Hon är ledamot av USA:s representanthus sedan 2013.
Esty utexaminerades 1981 från Harvard University och avlade 1985 juristexamen vid Yale Law School. Därefter var hon verksam som advokat i Connecticut.
I början av 2018, ställde Esty sig inför offentlig kritik efter att nyhetsrapporter avslöjade att hennes tidigare stabschef hade anklagats för sexuella trakasserier och hot mot våld mot personal men att hon höll honom på lönelistan i ytterligare tre månader och skrev honom ett positivt referensbrev. Esty meddelade att hon inte skulle söka omval. Hon citerade hennes misslyckande att skydda kvinnor bland sin personal från sexuella trakasserier och hot mot våld från hennes tidigare stabschef.